# Abdalá I de Córdoba
Abû Muhammad 'Abd Allah ibn Muhammad (en árabe: أبو محمد عبد الله بن محمد), más conocido como Abdalá I (Córdoba, 11 de enero de 844-ibídem, 15 de octubre de 912), fue el séptimo emir omeya de Córdoba desde 888 hasta su muerte. Fue el abuelo de su sucesor, Abderramán III.
Fue el emir cordobés con menor poder y prestigio, pues únicamente se reconoció su autoridad en la capital del emirato, mientras que las provincias quedaron en manos de rebeldes.

## Juventud
Nació el 11 de enero del 844. Era hijo de Mohamed I y de Ushar. Su madre no era de origen árabe, sino de origen vascón.
En cuanto al aspecto de Abdalá, era rubicundo, tenía el cabello rubio con grandes entradas, los ojos garzos y la nariz aguileña y era de talla mediana. Se teñía la barba para parecer barbitaheño, y el cabello de negro o caoba. Era de carácter piadoso, abstemio y generoso; conocía la historia de los primeros califas y la poesía preislámica y era buen disertador y poeta. En total tuvo trece hijas y doce hijos.
Sucedió en el poder a su hermano al-Mundir, quien murió el 23 de junio del año 888, cuando sitiaba a Omar ibn Hafsún en Bobastro. En el citado campamento también se encontraba su hermano Abdalá. Se dice que, a instigación de este, el médico de la corte utilizó una lanceta envenenada cuando iba a sangrar al emir, que falleció emponzoñado. Se le considera responsable de la muerte de varios de sus familiares, entre ellos de su antecesor en el cargo al frente del emirato. Ascendió al trono del emirato el 26 de junio.

## Reinado
Su gobierno se vio alterado por las constantes guerras entre tribus árabes, bereberes y muladíes. Las luchas civiles de la primera Fitna de al-Ándalus, reflejan la existencia de peligrosas tensiones étnicas. Su poder como emir se limitó a las tierras cordobesas, pues el resto de provincias estaban gobernadas por familias rebeldes que no acataban su autoridad. Toledo, Zaragoza y Badajoz, todas ellas territorios fronterizos con los Estados cristianos del norte, permanecieron independientes, como lo habían sido la mayor parte del tiempo desde el reinado del emir Mohamed I. Durante los últimos años de reinado, el surgimiento en el Magreb del califato fatimí supuso una nueva amenaza al emirato. El escaso territorio que controlaba reforzó su tacañería, por la que era famoso.

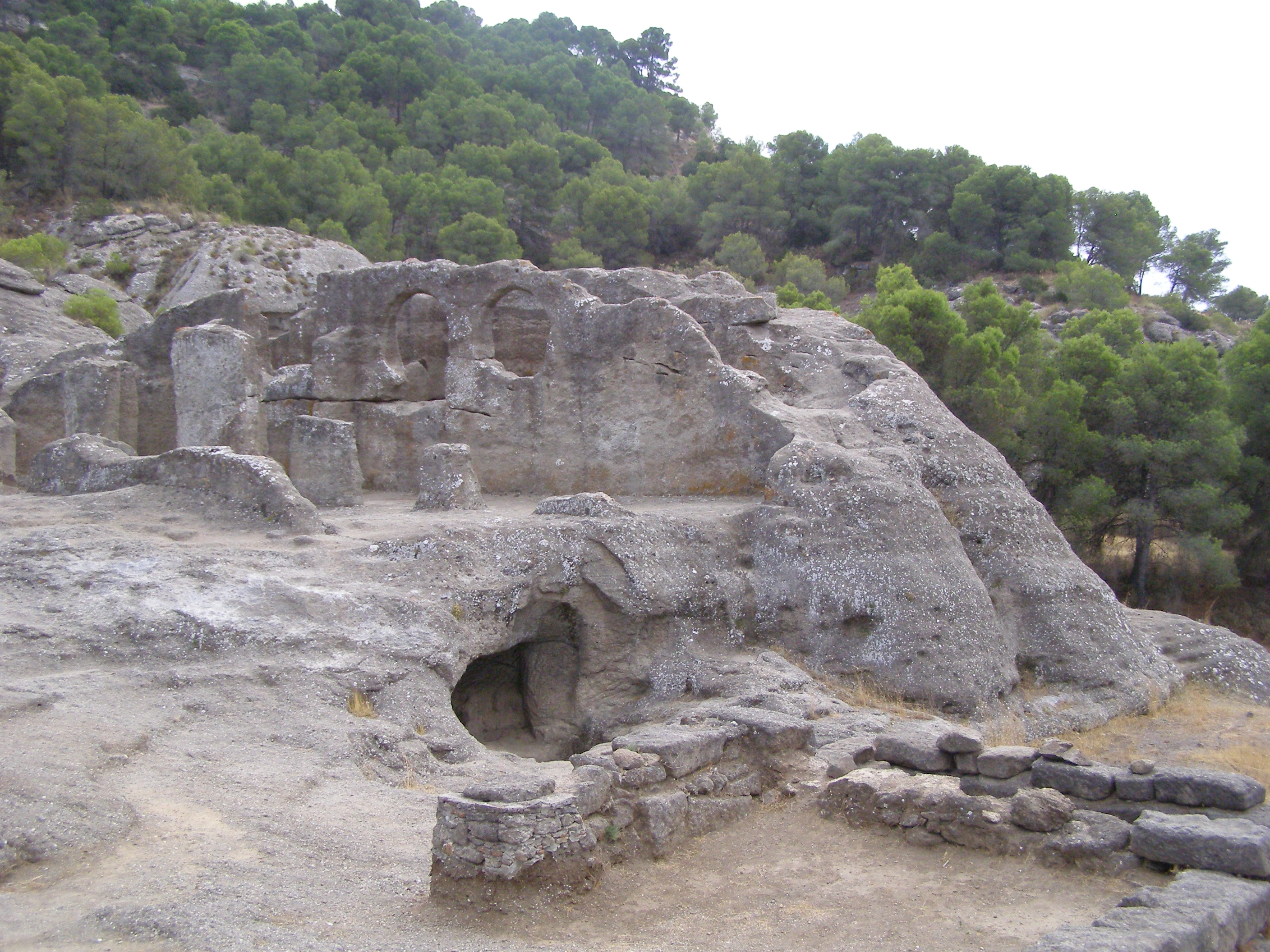
Abdalá llegó al poder tras el fallecimiento de su hermano Al-Múndir en la campaña contra Omar ibn Hafsún en Bobastro.

Una de sus esposas fue Onneca Fortúnez (también llamada Íñiga), hija de Fortún Garcés, rey de Pamplona. Onneca, que se hizo llamar Durr (Perla en árabe), le dio un hijo llamado Mohamed, como su abuelo. Supuestamente también le dio otro hijo llamado Zayd ibn Abd Allah, que habría sido a su vez padre de Zaydan ibn Zayd, el Zedán Zada de los libros de linajes portugueses; pero este supuesto hijo no aparece en las fuentes árabes. Abdalá nombró heredero a Mohamed, pero éste fue asesinado por su medio hermano al-Mutarrif el 28 de enero de 891. El emir había encerrado a Mohamed al sospechar que conspiraba para derrocarlo, en un momento en que Córdoba se encontraba amenazada por los partidarios de Ibn Hafsún. Abdalá no sólo no castigó a al-Mutarrif por haber asesinado a Mohamed, sino que justificó la muerte de este por su supuesta rebeldía. Pero años más tarde, en 895, ordenó ajusticiar a al-Mutarrif al sospechar que también tramaba su caída en connivencia, esta vez, con la familia rebelde que había tomado el control de Sevilla. Tras la ejecución de al-Mutarrif, Abdalá nombró sucesor a su nieto e hijo del difunto sucesor, el futuro califa Abderramán III, nacido unas tres semanas antes de la muerte de su padre.
En el 901 tuvo que afrontar la rebelión de uno de sus parientes, el omeya Ibn al-Qitt. Este se proclamó el mesías (Mahdi) y atacó sin éxito Zamora al frente de tropas bereberes de las marcas inferior y media.
El emir Abdalá murió a los 72 años de edad, el 15 de octubre del 912, tras veinticinco de reinado.

## Semblanza de Abdalá
"El emir Abdalá era de color blanco y rubicundo, de pelo rubio, ojos azules y nariz remangada,y de estatura mediana. Se teñía los cabellos de negro".
| Predecesor: Al-Mundir | Emir de Córdoba 888 - 912 | Sucesor: Abderramán III |